# Mrše
Mrše so naselje v Občini Hrpelje  - Kozina.